# Aïn Turk, Bouïra
Ain Turk là một đô thị thuộc tỉnh Bouira, Algérie. Dân số thời điểm năm 2002 là 6.841 người.